# Ченакінт 12
Ченакінт 12 (англ. Chenahkint 12) — індіанська резервація в Канаді, у провінції Британська Колумбія, у межах регіонального округу Страткона.

## Населення
За даними перепису 2016 року, індіанська резервація не ма постійного населення.

## Клімат
Середня річна температура становить 8,5°C, середня максимальна – 18°C, а середня мінімальна – -1,3°C. Середня річна кількість опадів – 3 462 мм.
| Клімат поселення                              | Клімат поселення | Клімат поселення | Клімат поселення | Клімат поселення | Клімат поселення | Клімат поселення | Клімат поселення | Клімат поселення | Клімат поселення | Клімат поселення | Клімат поселення | Клімат поселення | Клімат поселення |
| Показник                                      | Січ.             | Лют.             | Бер.             | Квіт.            | Трав.            | Черв.            | Лип.             | Серп.            | Вер.             | Жовт.            | Лист.            | Груд.            |                  |
| Середній максимум, °C                         | 7,40             | 8,46             | 9,35             | 11,21            | 13,84            | 16,34            | 17,48            | 18,03            | 15,74            | 11,71            | 7,65             | 5,54             |                  |
| Середня температура, °C                       | 3,07             | 4,14             | 5,02             | 6,90             | 9,51             | 12,04            | 14,97            | 15,52            | 13,23            | 9,19             | 5,13             | 3,04             |                  |
| Середній мінімум, °C                          | −1,25            | −0,18            | 0,69             | 2,56             | 5,18             | 7,71             | 12,45            | 13,02            | 10,73            | 6,70             | 2,62             | 0,52             |                  |
| Норма опадів, мм                              | 495              | 320              | 315              | 248              | 163              | 129              | 79               | 115              | 153              | 403              | 553              | 489              |                  |
| Середньомісячна швидкість вітру, м/с          | 5.41             | 5.01             | 4.61             | 4.36             | 3.99             | 3.78             | 3.58             | 3.36             | 3.51             | 4.36             | 5.17             | 5.29             |                  |
| Середньомісячна сонячна радіація, кДж/м²·день | 2916             | 5559             | 9364             | 13860            | 17777            | 18981            | 19512            | 16687            | 12190            | 6654             | 3331             | 2293             |                  |
| --------------------------------------------- | ---------------- | ---------------- | ---------------- | ---------------- | ---------------- | ---------------- | ---------------- | ---------------- | ---------------- | ---------------- | ---------------- | ---------------- | ---------------- |
| Джерело:                                      |                  |                  |                  |                  |                  |                  |                  |                  |                  |                  |                  |                  |                  |